# 黑斑沙蠕虫
黑斑沙蠕虫（学名：Zachsiella nigromaculata）为蠕鳞虫科沙蠕虫属的动物。分布于菲律宾、印度尼西亚以及中国南海等海域。